# 26-я танковая дивизия (СССР)
26-я танковая дивизия — воинское соединение Рабоче-крестьянской Красной Армии в Великой Отечественной войне.

## История дивизии
Дивизия формировалась с марта 1941 года в районе Минска в составе 20-го механизированного корпуса. На 22 июня 1941 года дислоцировалась в военном городке Красное Урочище в 7 километрах от Минска, за исключением мотострелкового и гаубичного полков, которые дислоцировались в Станьково. К началу войны располагала 31 танком Т-26 и 13 танками БТ.

В составе действующей армии с 22 июня по 21 июля 1941 года.
24 июня 1941 года начала переброску из лагеря на позиции между Минским и Слуцким укреплёнными районами. Вступила в бои в районе Негорелого. На 26 июня 1941 года находилась в районе населённых пунктов Мельковичи, Лесовщина, Губино 3, Плоская (на территории Негореловского сельсовета), затем отступала на восток. 2 июля 1941 года в боях под Пуховичами потеряла почти всю материальную часть. На 7 июля 1941 года в дивизии оставалось 3800 человек и 5 орудий, которые занимали рубеж Красная Слобода, Твердово. 9 июля 1941 года на участке обороны корпуса войска 2-й танковой группы Гудериана прорвали фронт 13-й армии и остатки корпуса были отведены в район Старинки. 12 июля 1941 года дивизия была передана в подчинение 61-го стрелкового корпуса и приняла участие в контрударе на Оршу. Однако приступила к наступлению лишь 17 июля 1941 года. После небольшого продвижения, была вынуждена отступить и по состоянию на 18 июля 1941 года занимала позиции на участке Орда — Доманы. На 20 июля 1941 года занимает рубеж Гладково, Сухари, обороняя с востока кольцо окружения под Могилёвым.
Уже с 21 июля 1941 года дивизия исключена из списков действующей армии. Но её остатки ещё находились в Могилёве и готовились к прорыву через кольцо окружения. Группа из остатков дивизии, под командованием командира дивизии, сравнительно быстро сумела пробиться к своим.

## Подчинение
| Дата              | Фронт (округ)  | Армия      | Корпус (группа)              | Примечания |
| ----------------- | -------------- | ---------- | ---------------------------- | ---------- |
| 22 июня 1941 года | Западный фронт | -          | 20-й механизированный корпус | -          |
| 01 июля 1941 года | Западный фронт | 13-я армия | 20-й механизированный корпус | -          |
| 10 июля 1941 года | Западный фронт | 13-я армия | 20-й механизированный корпус | -          |

## Состав
- 51-й танковый полк
- 52-й танковый полк
- 26-й мотострелковый полк
- 26-й гаубичный артиллерийский полк
- 26-й разведывательный батальон
- 26-й отдельный зенитно-артиллерийский дивизион
- 26-й отдельный батальон связи
- 26-й автотранспортный батальон
- 26-й ремонтно-восстановительный батальон
- 26-й понтонный батальон
- 26-й медико-санитарный батальон
- 26-я рота регулирования
- 26-й полевой автохлебозавод
- 59-я полевая почтовая станция
- 32-я полевая касса Госбанка

## Командиры
- Обухов Виктор Тимофеевич, генерал-майор

## Воины дивизии
- В рядах дивизии сражался с врагом Новиков, Виктор Алексеевич (1913—1941), Герой Советского Союза (1938), капитан, помощник начальника штаба 52-го танкового полка.